# NGC 178
في الفهرس العام الجديد NGC 178 (المعروفة أيضا بالتعين IC 39 في الدليل المفهرس) هي مجرة حلزونية خافتة من القدر 12.6 تقع في إتجاة كوكبة قيطس . استنادا إلى سرعتها الإنحسارية المقدرة بحوالي 1445 كم/ثانية، فأن NGC 178 تقع على مسافة حوالي 65 مليون سنة ضوئية من الأرض وقطرها 40 ألف سنة ضوئية . أكتشفت المجرة من قبل أورموند ستون 3 نوفمبر 1885.

## وصلات خارجية
- NGC 178 على موقع ويكي سكاي: DSS2, SDSS, GALEX, IRAS, Hydrogen α, X-Ray, Astrophoto, Sky Map, Articles and images